# Старниці
Старниці (пол. Starnice) — село в Польщі, у гміні Дембниця-Кашубська Слупського повіту Поморського воєводства.
Населення — 272 особи (2011).
У 1975-1998 роках село належало до Слупського воєводства.

## Демографія
Демографічна структура станом на 31 березня 2011 року:
|          | Загалом | Допрацездатний вік | Працездатний вік | Постпрацездатний вік |
| -------- | ------- | ------------------ | ---------------- | -------------------- |
| Чоловіки | 131     | 27                 | 97               | 7                    |
| Жінки    | 141     | 38                 | 82               | 21                   |
| Разом    | 272     | 65                 | 179              | 28                   |